# Sallingsundbroen
Sallingsundbroen er en bro over Sallingsund. Broen forbinder øen Mors med halvøen Salling, og den indgår i Primærrute 26.

## Historie
Den stigende biltrafik i 1920'erne og 1930'erne skabte ønske om en fast forbindelse, og de første møder herom blev holdt i 1933, hvor man dannede en brokomité i Nykøbing med det formål at påvirke de amtslige og statslige myndigheder til at få opført en bro over Sallingsund. I 1939 fremsatte professor Anker Engelund, der bl.a. havde projekteret Vilsundbroen, tre forslag:
- en toetages bro med vej øverst og jernbane nederst – den dyreste løsning og dengang ikke afprøvet nogetsteds
- en ren vejbro – den billigste løsning
- tosporet vejbro med et jernbanespor i hver vejbane – frarådet af DSB

Alle tre forslag indebar en broklap, så skibstrafikken kunne passere. Hvis broen også skulle føre jernbanen over, skulle den gå fra Glyngøre, hvor Sallingbanen endte, til Fårup på Mors. Herfra skulle der anlægges jernbane ind til Nykøbing Mors Station.
Sagen kom ikke videre under besættelsen, men derefter tog DSB og Nykøbing byråd den op igen og foreslog toetages broen. Den var der ikke penge til, og nye prisberegninger viste, at en ren vejbro var blevet endnu mere fordelagtig, endda som højbro uden broklap. En ren vejbro ville betyde, at DSB lukkede den dyre jernbanefærgerute, og så ville Sallingbanens eksistens på længere sigt også være truet. Dette dilemma, at man for at bevare Sallingbanen måtte droppe broplanerne, var medvirkende til, at bygningen af den nuværende bro først blev besluttet i 1966, hvor Sallingbanen alligevel var på vej til at blive nedlagt; persontrafikken blev indstillet i 1971, godstrafikken i 1979. Den 14. april 1966 vedtog Folketinget at bygge Sallingsundbroen som en højbro ved Pinen og Plagen. De vedtog dog ikke, hvornår byggeriet skulle igangsættes, og hvornår broen skulle stå færdig. 
Brobyggeriet begyndte i 1973 og broen blev indviet 30. maj 1978. Den er brugt som motiv på 50-kronesedlen fra 2009-serien. Broen erstattede to færgeoverfarter mellem Salling og Mors. Den ene var DSB's jernbanefærgerute mellem Nykøbing Mors og Glyngøre, der allerede blev indstillet 1. oktober 1977. Den anden blev kaldt "Motorfolkets Færge" og var drevet af Sallingsund Færgefart, der sejlede mellem Pinen i Salling og Plagen på Mors omtrent hvor broen er bygget. På det tidspunkt havde selskabet 5 færger i drift: Pinen, Plagen, Sallingsund, Legind Bjerge og Gammelør.
Broen blev renoveret i 2019-2023 hvor blandt andet isoleringen mod fugt og fugerne i broen blev fornyet ligesom betonfundamentet blev forstærket mange steder. Renoveringen kostede 150 millioner kroner. Arbejdet var færdigt 10. november 2023, og broen blev genindviet 20. november.